# Bound for Glory 2007
Bound for Glory 2007 è stata la terza edizione del pay-per-view prodotto dalla federazione Total Nonstop Action Wrestling (TNA). L'evento ha avuto luogo il 14 ottobre 2007 presso l'Arena at Gwinnett Center di Duluth in Georgia.

## Risultati
| #          | Match                                                                                                  | Stipulazione                                                                               | Durata |
| ---------- | --- | ------------------------------------------------------------------------------------------ | ------ |
| 1 Pre Show | The Motor City Machineguns (Chris Sabin e Alex Shelley) hanno sconfitto Joey Matthews e Johnny Swinger | Tag team match                                                                             | 10:37  |
| 2          | Latin American Exchange (Homicide e Hernandez sconfiggono i Triple XXX (Elix Skipper e Senshi)         | Ultimate X match per diventare #1 contenders per il titolo TNA World Tag Team Championship | 11:59  |
| 3          | Eric Young vince la Reverse Battle Royal con 16 partecipanti eliminando per ultimo Robert Roode        | 16-Man Fight For The Right match                                                           | 11:51  |
| 4          | AJ Styles e Tomko hanno sconfitto Ron Killings e Consequences Creed (c) (con Adam "Pacman" Jones)      | Tag team match valido per il titolo TNA World Tag Team Championship                        | 08:48  |
| 5          | Jay Lethal (c) ha sconfitto Christopher Daniels                                                        | Single match valido per il titolo TNA X Division Championship                              | 11:02  |
| 6          | Steiner Brothers hanno sconfitto il Team 3D                                                            | 2 Out of 3 Falls Tables Match                                                              | 12:43  |
| 7          | Gail Kim vince un Gauntlet match eliminando per ultima Roxxi Laveaux                                   | 10-Knockout Gauntlet match valido per il titolo TNA Knockouts Championship                 | 12:12  |
| 8          | Samoa Joe ha sconfitto Christian Cage                                                                  | Single match                                                                               | 15:48  |
| 9          | Abyss ha sconfitto Raven, Rhino e Black Reign                                                          | Monster's Ball Match                                                                       | 09:07  |
| 10         | Sting ha sconfitto Kurt Angle (c)                                                                      | Single match valido per il titolo TNA World Heavyweight Championship                       | 18:26  |
|            | (c) = campione in carica al momento dell'inizio del match                                              |                                                                                            |        |

### Reverse battle royal match
Questo match e in riferimento alla terza riga della tabella soprastante comprende il riassunto del torneo Fight for the Right Tournament Reverse battle royal avvenuto precedentemente a quest'edizione del Bound for Glory.

#### Prima parte
Nella prima parte solo otto lottatori (di sedici partecipanti) riescono a salire sul ring.
| Vincitori                                                                                         | Eliminati                                                                                         | Tempo |
| ------------------------------------------------------------------------------------------------- | ------------------------------------------------------------------------------------------------- | ----- |
| Lance Hoyt, Kaz, Alex Shelley, Chris Sabin, James Storm, Eric Young, Robert Roode and Junior Fatu | Jimmy Rave, Havoc, Shark Boy, Petey Williams, Sonjay Dutt, Kip James, B.G. James and Chris Harris | 2:35  |

#### Seconda parte
Nella seconda parte si determinano i due finalisti.
| Ordine di Entrata | Lottatore    | Classificato | Eliminato da                      | Tempo |
| ----------------- | ------------ | ------------ | --------------------------------- | ----- |
| 1                 | Junior Fatu  | 7°           | Hoyt, Kaz, Sabin, Young and Roode | 03:00 |
| 2                 | Robert Roode | Va in finale | -                                 | 06:47 |
| 3                 | Kaz          | 5°           | Roode                             | 05:32 |
| 4                 | Alex Shelley | 3°           | Young                             | 06:47 |
| 5                 | Eric Young   | Va in finale | -                                 | 06:47 |
| 6                 | Chris Sabin  | 6°           | Kaz                               | 04:55 |
| 7                 | Lance Hoyt   | 4°           | Roode                             | 06:06 |
| 8                 | James Storm  | 8°           | Young                             | 00:05 |

#### Terza parte
Nella terza parte Eric Young vince su Robert Roode con uno schienamento in un single match.

### Two out of three falls tables match
Questa tabella è posta in riferimento alla sesta riga della tabella dei risultati.
| Eliminazione | Lottatore     | Eliminato da     |
| ------------ | ------------- | ---------------- |
| 1            | Rick Steiner  | Team 3D          |
| 2            | Brother Ray   | Scott Steiner    |
| 3            | Brother Devon | Steiner Brothers |
| Vincitore:   | Scott Steiner |                  |

### Knockout gauntlet match
Questa tabella è posta in riferimento alla settima riga della tabella dei risultati.
| Ordine di entrata | Entrante          | Eliminazione | Eliminata da          |
| ----------------- | ----------------- | ------------ | --------------------- |
| 1                 | Ms. Brooks        | 1            | Moore                 |
| 2                 | Jackie Moore      | 3            | Kong                  |
| 3                 | Shelly Martinez   | 2            | Kong                  |
| 4                 | Awesome Kong      | 5            | ODB, Williams and Kim |
| 5                 | O.D.B.            | 8            | Laveaux               |
| 6                 | Angel Williams    | 6            | Kim and ODB           |
| 7                 | Christy Hemme (*) | 4            | Kong                  |
| 8                 | Gail Kim          | -            | Vincitrice            |
| 9                 | Talia Madison     | 7            | Kim                   |
| 10                | Roxxi Laveaux     | 9            | Kim                   |

(*) L'eliminazione di Christy Hemme non fu ufficiale ma parte della kayfabe in quanto la lottatrice non era più in grado di continuare e fu rimossa dal match.